# Claude Criquielion
Claude Criquielion conhecido também com as alcunhas de "O Crique" ou "Claudy" (Lessines, 11 de Janeiro de 1957 - Aalst, 18 de Fevereiro de 2015) foi um ciclista belga.
Ele foi um ciclista profissional de 1979 a 1991 e campeão do mundo de ciclismo de estrada em 1984.
No dia 16 de Fevereiro de 2015, ele sofreu um "acidente vascular cerebral grave na noite de Domingo para Segunda-feira". Foi levado inicialmente no hospital de Grammont mas foi em seguida transferido para um hospital em Aalst. Ele morreu em 18 de Fevereiro com a idade de 58 anos.

## Carreira desportiva
Profissional de 1979 a 1991, ele ganhou 60 vitórias durante a sua carreira. Ele foi eleito Desportista Belga do Ano em 1984, depois de vencer o Campeonato mundial de ciclismo de estrada em Barcelona.
Em 1988, na recta final do Campeonato mundial de ciclismo de estrada em Ronse, ele ia ganhar o seu segundo título mundial, mas sofreu uma cotovelada de Steve Bauer e caiu. Steve Bauer foi desclassificado, mas o título escapou-lhe definitivamente.

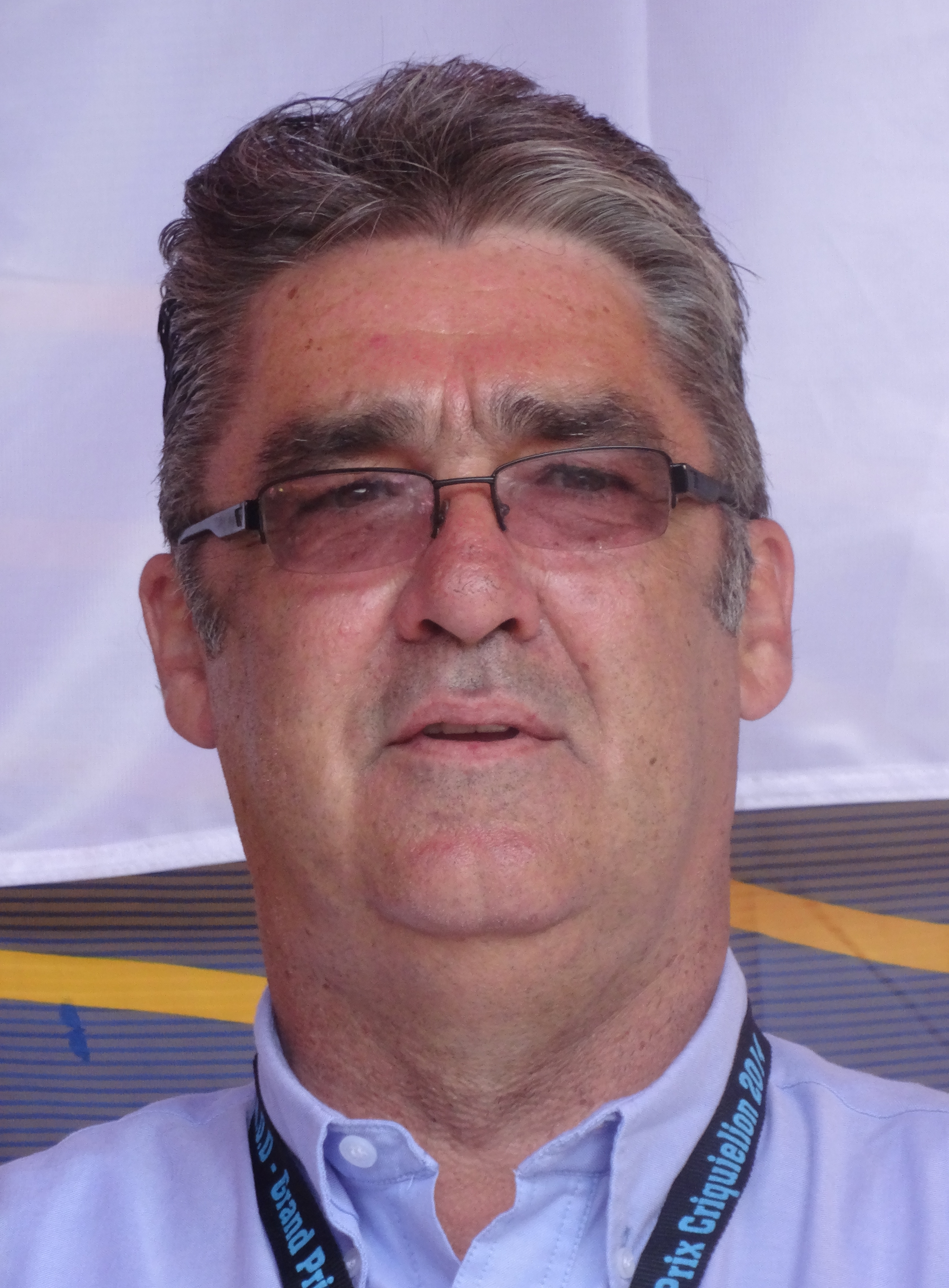
Claude Criquielion, Grande Prémio Criquielion, 17 de Maio de 2014.

Depois de sua carreira no ciclismo, ele tornou-se director desportivo da equipa Lotto e depois na equipe Landbouwkrediet-Colnago. No final de sua carreira, ele deu o seu nome a uma corrida de ciclismo, o Grand Prix Criquielion, desde então a corrida tornou-se num teste da UCI Europe Tour 1.2. Neste evento, ele era o director da prova que é realizada tradicionalmente no final do mês de Maio.

## Carreira política
Entre 2006 e 2012, ele foi vereador do Desporte da Câmara Municipal de Lessinnes. Ele também aprensentou-se para um cargo político nas eleições municipais de 2012 em Lessines para o Movimento Reformador (M.R.).

## Palmarés desportivo
1979
- Semana catalana
- Escalade de Montjuïc : 1º na etapa (contre-la-montre)
- 2º etapa du Tour de l'Aude
- 2º de Milano-Turino
- 9º do Amstel Gold Race
- 9º da Volta à Romandia
- 9º do Tour de France

1980
- Flèche de Leeuw
- 4º etapa do Tirreno-Adriático
- 3º etapa (b) du Critérium du Dauphiné libéré e 10º  do Critérium du Dauphiné libéré
- 3º da Vuelta a España
- 3º do Grande Prémio da Valónia

1981
- 3º da Nokere Koerse
- 3º da Flèche de Leeuw
- 9º do Tour de France
- 10º da Flèche wallonne
- 10º do Giro di Lombardia

1982
- Flèche brabançonne
- 4º da Liège-Bastogne-Liège
- 5º do Paris-Nice
- 9º do Giro di Lombardia

1983
- Clássica de San Sebastián
- 5º do Campeonato mundial de ciclismo de estrada

1984
 Campeão do mundo de ciclismo de estrada
- Grande Prémio Eddy Merckx
- Escalade de Montjuïc
- Course de côte d'Innsbruck
- Prólogo do Tour de Luxembourg
- 2º do Grande Prémio da Valónia
- 2º do Grande Prémio de Denain
- 4º da Vuelta Ciclista al País Vasco
- 7º de Liège-Bastogne-Liège
- 7º do Giro di Lombardia
- 9º do Tour de France

1985
- Flèche wallonne
- 2º de Liège-Bastogne-Liège
- 2º do Campeonato belga de ciclismo de estrada
- 2º do Campeonato da Flandre
- 3º do Grande Prémio da Valónia
- 3º do Critérium des As
- 6º da Volta à Flandres
- 8º do Amstel Gold Race
- 9º da Vuelta Ciclista al País Vasco

1986
- Volta à Romandia
- Grand Prix du Midi libre
- 3º da Flèche wallonne
- 3º do Tour Midi-Pyrénées
- 4º do Liège-Bastogne-Liège
- 5º do Tour de France
- 8º da Volta à Flandres
- 9º do Amstel Gold Race

1987
- Tour des Flandres
- Grand Prix de Fayt-le-Franc
- 4º étape du Tour de Luxembourg
- 1º étape du Tour du Vaucluse
- 2º da Flèche wallonne
- 3º de Liège-Bastogne-Liège
- 7º do Giro di Lombardia
- 10º do Campeonato mundial de ciclismo de estrada
- 10º do Paris-Nice

1988
- Grand Prix du Midi libre
- Grande Prémio da Valónie
- Critérium des As
- 2º do Tour du Vaucluse
- 3º de Amstel Gold Race
- 5º de Gand-Wevelgem
- 8º do Grande Prémio de Zurich

1989
- Flèche wallonne
- Grande Prémio Michel Goffin
- 2º do Amstel Gold Race
- 7º do Giro d'Italia
- 10º do Campeonato mundial de ciclismo de estrada

1990
- Campeonato belga de ciclismo de estrada
- 2º do Tour du Haut-Var
- 6º do Giro di Lombardia
- 8º da Volta à Flandres
- 9º do Tour de France
- 10º do Campeonato mundial de ciclismo de estrada

1991
- 2º da Flèche wallonne
- 2º de Liège-Bastogne-Liège
- 7º de Paris-Nice

1. ↑  «Claudy Criquielion victime d'un AVC». Notélé. 16 de Fevereiro de 2015. Consultado em 18 de Fevereiro de 2015
2. ↑  «Claude Criquielion est mort». Le Soir. 18 de Fevereiro de 2015. Consultado em 18 de Fevereiro de 2015
3. ↑  «Lessines : Lou Deprijck sur la liste MR Ensemble». Le Soir. 23 de Maio de 2012. Consultado em 18 de Fevereiro de 2015